# Super Cars II
Super Cars II o Super Cars 2 è un videogioco del 1991 di tipo simulatore di guida sviluppato da Magnetic Fields e pubblicato da Gremlin Interactive per computer Amiga e Atari ST. Esso è il seguito di Super Cars pubblicato l'anno prima e la visuale di gioco è ripresa dal videogioco Super Sprint.

## Storia
Ogni anno parte il campionato mondiale di Super Cars dove tutto e ammesso pur di arrivare primo. Le macchine in gara potranno essere dotate anche di missili e mine esplosive. Conta solo vincere.

## Modalità di gioco
Il giocatore partirà in gara sempre del decimo posto e dovrà cercare di arrivare ai primi posti, essendo un campionato non è essenziale vincere ogni gara. La vettura a disposizione è una sola di colore rosso, somigliante ad una Alfa Romeo SZ. La visuale è dall'alto a volo d'uccello ed è l'unica presente nel videogioco. L'automobile del giocatore è rossa, quelle controllate dal computer sono tutte grigie. Durante il gioco si potranno acquistare potenziamenti e armi da equipaggiare la propria auto e renderla sempre più forte. Dopo ogni gara ci saranno delle domande da rispondere proposte da svariati soggetti, se si risponde in maniera corretta si guadagneranno soldi da spendere nel negozio. Le maggiori difficoltà sono gli incroci a raso dove gli incidenti sono facili, i salti, le linee ferroviarie con treni in transito e i punti sotto i vari tunnel dove non si vedrà la propria auto. Si possono effettuare anche sfide a due giocatori, lo schermo verrà diviso in due in altezza.

## Potenziamenti
Nel negozio si potranno ottenere:
- Missili anteriori
- Missili posteriori
- Missili anteriori a ricerca automatica
- Missile protettivo
- Mine anticarro
- Blidatura dell'automobile
- Motore più performante
- Pneumatici più performanti
- NOS

## Curiosità
- I nomi dei piloti avversari sono tutte caricature da quelli reali dell'epoca, come ad esempio Nijel Mainsail ovvero Nigel Mansell, Ayrton Sendup è Ayrton Senna e Alain Prosphate ovvero Alain Prost.
- Le foto dei ricercati dietro all'ufficiale che parlerà al giocatore di tanto in tanto, sono i programmatori del videogioco, Shaun Southern e Andrew Morris.
- Nella schermata di riparazione e acquisto componenti dell'auto sopra la scrivania si può notare la confezione del videogioco Lotus Esprit Turbo Challenge, sempre di Magnetic Fields.
- Una schermata introduttiva del videogioco annunciava l'arrivo di Lotus Turbo Challenge 2